# Otto Lilienthal

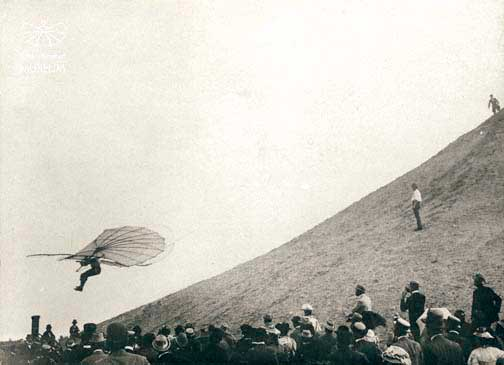
Let u Berlína v roce 1891

Karl Wilhelm Otto Lilienthal (23. května 1848, Anklam, Pomořansko – 10. srpna 1896, Berlín) byl německý průkopník letectví a konstruktér. Za svůj život postavil 18 typů (15 jednoplošníků a 3 dvouplošníky) kluzáků, které byly na rozdíl od modelů jeho předchůdců plně ovladatelné. Prvním řiditelným kluzákem byl v roce 1891 Derwitzer, pojmenovaný podle města Derwitz, v jehož blízkosti byl testován. Od tohoto roku až do své smrti uskutečnil okolo 2000 letů.
Lilienthal získal finanční nezávislost díky konstrukci bezpečnějšího trubkového parního stroje, díky čemuž se mohl plně zaměřit na další pokusy s různými modely letadel a kluzáky. Zpočátku se věnoval studiu a popisu letu ptáků, zejména čápů a aerodynamice jejich křídel. K tomu jej patrně také inspirovaly albuminové fotografie čápů německého fotografa a vynálezce Ottomara Anschütze z roku 1884. U města Lichterfelde nedaleko Berlína vybudoval umělý pahorek, v jehož vrcholu byl hangár, z nějž prováděl své experimentální lety.
Při nich přežil několik nehod, také díky tomu, že jeho kluzáky létaly relativně pomalu a v malých výškách. Při letu 9. srpna 1896 však prudký poryv větru zlomil křídlo stroje a Lilienthal si po pádu z výšky 17 metrů těžce poranil páteř. Tomuto zranění příští den podlehl. Výsledky jeho práce a pokusů byly dobře známy bratrům Wrightovým, kteří Lilienthala zmiňovali jako hlavního inspirátora jejich prvního letu s letadlem těžším než vzduch.

## Život
Otto Lilienthal se narodil v roce 1848 v Anklamu jako první z osmi dětí v rodině obchodníka Gustava Lilienthala. Otec však ve věku 36 let zemřel a rodina zůstala bez prostředků. Matka, operní pěvkyně, se shodou náhod dostala do drážďanské a později i berlínské opery. Poté, co byla rodina finančně zabezpečena se vrátila do Anklamu, kde si matka otevřela módní salón.

### Mládí a první modely
Otto společně s bratrem Gustavem žili v době plné technických novinek, a oba se rozhodli pro studium na technických školách. Otto po skončení průmyslové školy v Postupimi nastoupil v roce 1867 na průmyslovou akademii. Během prvních prázdnin společně s Gustavem postavili druhý model stroje těžšího než vzduch (první vznikl už před nástupem na akademii).
Tento druhý model byl už podstatně složitější. Byl zkonstruován z třímetrových palisandrových latí, které jsme zakulatili a zašpičatili. K pružným latím jsme připevnili množství dlouhých husích per přišitých na pruhu látky. Tehdy jsme na to sehnali všechno peří, co v městě bylo. ... Letadlo, i když vůbec nevzlétlo, přineslo množství poznatků pro pokračování ve stavbě dalších strojů.
Krátce poté, co bratři získali stipendium a tedy prostředky na stavbu nových modelů, začala v roce 1870 válka s Francií. Otto ještě stihl získat inženýrský diplom a vstoupil do armády. V jednom dopise z období války píše, že nesplnil rozkaz důstojníka sestřelit francouzský pozorovací balón, ale namísto toho unešeně pozoroval jeho let.

### Parní stroj a vlastní firma
Po skončení války Otto pracoval ve firmě Maschienenfabrik von Schwarzkopff v Berlíně. Firma se zabývala výrobou parních strojů, zařízení pro plynárny, vodárny a další zařízení dle požadavků zákazníků. Otto postavil přístroj k měření mávací síly, modely vrtulníku a speciální parní stroj k pohonu ornitoptéry.
Kotel parního stroje musel maximálně odlehčit a tak vznikla konstrukce trubkového kotle z mosazných trubiček o průměru 6 mm. Parní stroj i se zásobou lihu měl hmotnost 2,5 kg a dával výkon 0,19 kW. Ornitoptéra se při prvním pokusu rozpadla, avšak kotel Lilienthalovi zabezpečil existenci. V roce 1881 založil továrnu na trubkové parní kotle v Berlíně.

### Úspěch s kluzáky

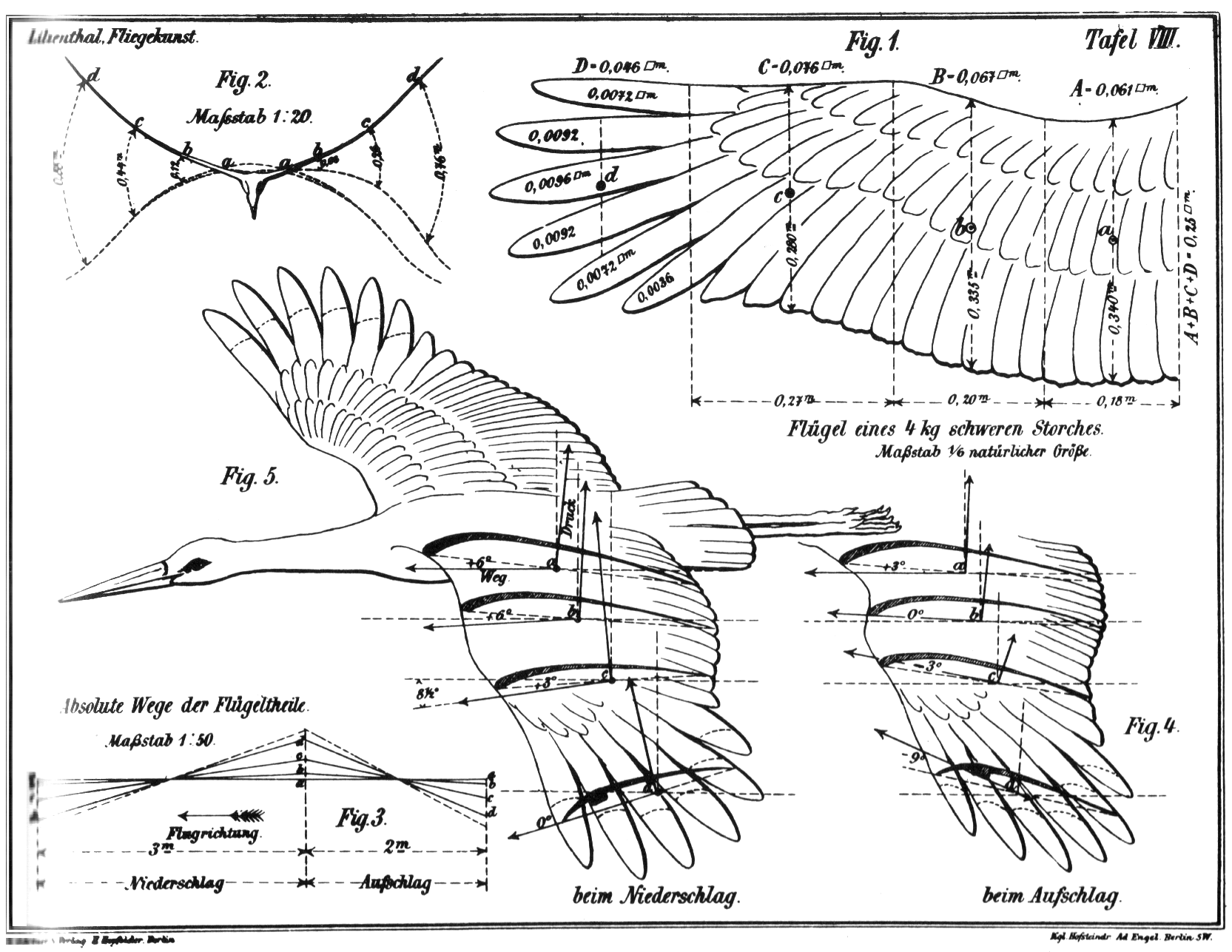
Ilustrace z knihy Der Vogelflug als Grundlage der Fliegekunst

Během studia zahraničních zdrojů došli Otto s Gustavem k závěru, že existuje profil, který při pohybu vpřed nadnáší více než rovná deska. V roce 1889 Otto vydal známou knihu „Der Vogelflug als Grunlage der Fliegerkunst“ (Ptačí let jako základ umění letu). V této době už byl Otto díky vlastní firmě zabezpečen a společně s bratrem začal novou sérii vážných pokusů o postavení létajícího stroje. Otto Lilienthal přednášel v různých společnostech pro vzduchoplavbu a neustále kritizoval odpůrce strojů těžších než vzduch.
Se stavbou prvního kluzáku začali bratři červnu roku 1890. Kluzák Möve Nr.1 měl rozpětí křídel 11 metrů a hloubku křídla 1,40 m. Výška profilu odpovídala už předtím zjištěným hodnotám ptačích křídel – 1/12 až 1/15 hloubky. Stroj byl těžce ovladatelný a při jednom z letů ho Gustav zničil. Otto odhadl, že kluzák je potřeba stabilizovat směrovým kormidlem a rychle postavil zkušební letadlo Nr.2, které už mělo obě ocasní plochy v dnešní podobě – svislou i vodorovnou. Protože zahrada za Ottovým domem přestala experimentům stačit, bratři se rozhodli změnit své působiště. Později se přesunuli na lichterfeldské cvičiště, brzy nato našli ještě vhodnější místo u města Derwitz, zvané Spitzberg.
Kluzáky uskladnili v nedalekém skladě, který patřil místnímu mlynáři. Když se Otto vydal létat, společně s mlynářem vytáhli kluzák na kopec a jeden technik pomohl letci do postroje. Otto se postavil na okraj srázu a skočil proti větru. První lety byly dlouhé přibližně 7 metrů a kluzák si následně vyzkoušeli technik Eulitz a po něm mlynář Schwach. Po úspěchu se při pokusech na Spitzbergu začalo objevovat obecenstvo včetně nadšeného fotografa prof. Carla Kassnera, který vyhotovil i první fotografie Lilienthala ve vzduchu.

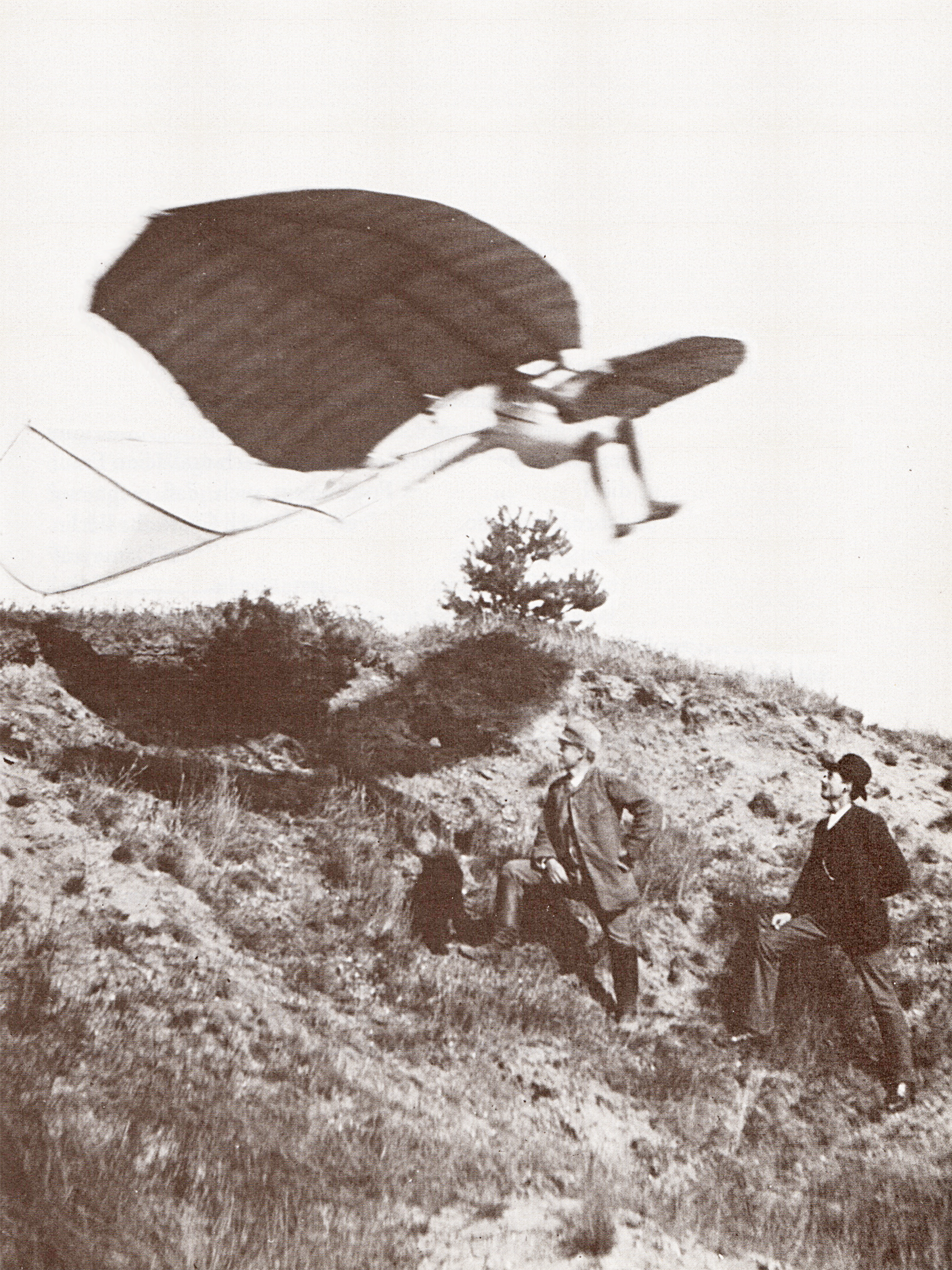
Zkušební skok na kluzáku Nr.3. Pozorovateli jsou technik Eulitz a mlynář Schwach. Derwitz 1891

Ne všechny pokusy byly plně úspěšné, kluzák nebyl stále úplně stabilní a Otto byl nucen zvětšit stabilizační plochu a vzepětí. Také stavěl nové modely kluzáků. V jednu neděli se Otto vydal uskutečnit další sérii letů. Foukal silný vítr, ale přes protesty mlynáře Swacha nesli kluzák Nr.3 na kopec. Vítr jim cestou aparát vytrhl a vrhl jej do pole. Poškození nebylo velké a Otto kluzák opravil na místě odřezáním výztužného prutu. Na kopci, zrovna ve chvíli kdy byl Otto připraven k letu, se do kluzáku opřel nárazový vítr a vynesl stroj do výšky 6 metrů. Otto kluzák zvládl, ale let byl zřejmě dost divoký, neboť při přistání si letec vymkl kotník. Přes mlynářův odpor společně vynesli kluzák na kopec. Při druhém letu si Otto vymkl rameno a tak se ten den už létat nedalo.
V tomto období Ottovi už bratr Gustav pro velkou zaměstnanost architekturou pomáhal minimálně.
V létě 1892 dokončil Otto Lilienthal nové letadlo Nr.4, které mělo mimo jiných vylepšení ovladatelnou výškovku. Kluzák měl rozpětí 9,5 m, nosnou plochu 15 m² a hmotnost 24 kg. Brzy následoval o něco větší kluzák Nr.5. Protože se výkony na doposud používaném kopci už zvyšovat nedaly, začal Otto hledat nové místo. Vyzkoušel pahorek u Sandgrubenu, který krátce nato zaměnil za kopec zvaný Steglitzer Mainhöhe. I s novými kluzáky zažíval dramatické situace před stále početnějším publikem.
V létě 1893 opět změnil působiště, když objevil místo Rhinower Berge, které leželo v řetězu prakticky kuželovitých pahorků. Místo vyhovovalo pro všechny směry větru. Zde dosahoval velmi dobré výsledky, přičemž se zdokonaloval i v ovládaní kluzáku, protože na kopci převládal nárazový vítr. Letec řídil kluzák změnou těžiště – přesouval, či vykopával nohy podle chování kluzáku. Pokusy uskutečňoval často při rychlosti větru 7 až 8 m/s, při kterých kluzák téměř úplně visel ve vzduchu. V letech 1893 a 1894 stihl postavit letadla Nr.6, Nr.7, Nr.8, Nr.9, Nr.10, Nr.11 a Nr.12. Kluzák Nr.6 měl mávací křídla a ještě v roce 1893 byl patentován. Kluzák Nr.12 měl měnitelný úhel zakřivení profilu pomocí nastavitelné náběžné hrany křídla. Během roku 1894 začal Lilienthal při zkouškách používat uměle navršený pahorek zvaný Fliegeberg.

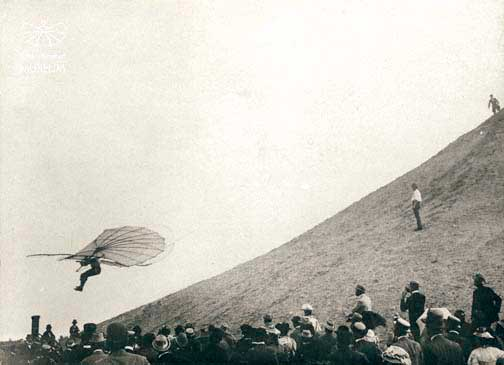
Let na kluzáku Nr.11, umělý kopec Fliegeberg 1894

Kluzák Nr. 11 se stal nejznámějším. Dobře létal a vznikl v několika kusech. Dokumentaci v létě 1894 koupil M. Herring, který v létě 1894 postavil a zkoušel dva exempláře v USA. Jeden je zachován v National Air and Science Museum ve Washingtonu. Jeden exemplář zakoupil po účasti na zkouškách Nikolaj Jegorovič Žukovskij v roce 1895. Stroj nakonec skončil v Žukovského muzeu v Moskvě. Třetí originální exemplář se nachází ve sbírkách Science museum v Londýně. Jeden kluzák typu Nr.11 zakoupil od Lilienthala i letecký spolek v Karlových Varech. Avšak už při prvních neúspěšných pokusech na jaře v roce 1895 členové spolku kluzák poškodili, po smrti Lilienthala se už slíbené opravy nedočkali. Spolek v průběhu roku 1897 zanikl.
V roce 1895 vyrobil Lilienthal dvojplošníky Nr.13 (rozpětí 5,5 m) a Nr.14 (rozpětí 7 metrů, nosná plocha 25 m²) a Nr. 15 (rozpětí 6,5 m, nosná plocha 20,5 m²). Originál Nr. 15 se zachoval a nachází se v Deutsches Museum v Mnichově. Číslo 16 nesla ornitoptéra, kterou Lilienthal neúspěšně zkoušel už v létě 1893. Byla poháněna motorem na kyselinu uhličitou. Další letadlo s mávavými křídly vzniklo v roce 1896 a mělo označení Nr.17. Posledním strojem, které Lilienthal postavil, byl kluzák Nr.18, který měl oboustranný potah křídel. Do vzduchu se však už nedostal.

### Poslední let

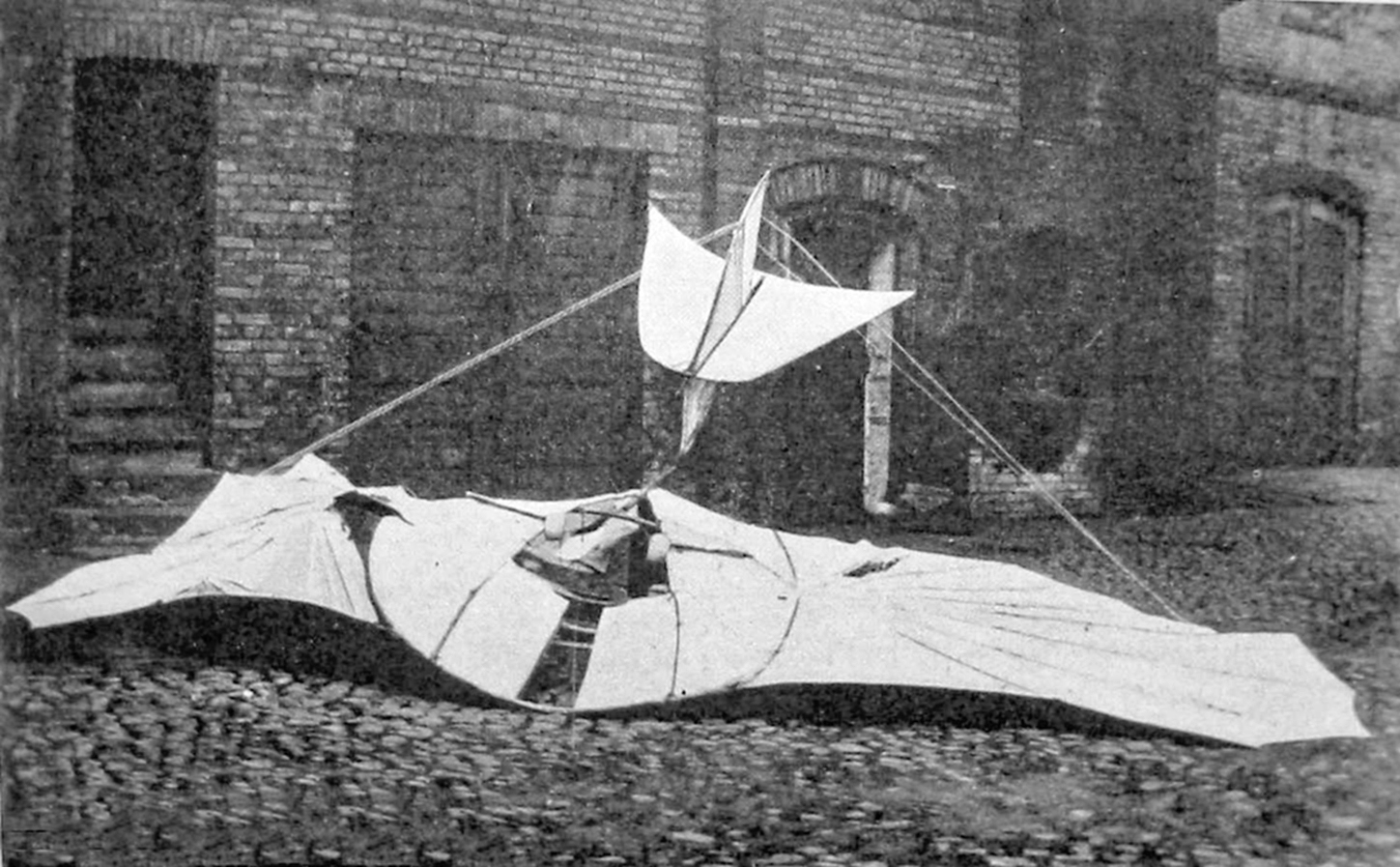
Kluzák Nr.11 po smrtelné havárii

Po sérii úspěšných letů na jaře a v létě 1896 se Lilienthal vydal 9. srpna, doprovázen pomocníkem Beylichem, na vrch Stöln uskutečnit poslední lety jednoplošníkem Nr.11, protože měl už téměř dokončený nový letoun. Toho dne foukal chladný vítr ale pro létání bylo celkem dobré počasí. První tři úspěšné lety vykonal Lilienthal za účasti diváků, včetně novináře Khulbara, který chystal reportáž. Při čtvrtém letu ve výšce 30 metrů kluzák náhle zvedl nos a téměř zastavil ve vzduchu. Lilienthal řešil takovéto situace už při svých předchozích letech a zareagoval švihnutím noh dopředu, aby získal potřebnou rychlost. Těžiště však zřejmě přesunul příliš dopředu, což se mu stalo osudným. Kluzák se řítil strmě dolů, pilotovi se nepodařilo let vyrovnat a narazil do země.
Pomocník vytáhl Lilienthala zpod kluzáku, žádné viditelné zranění však nenašel. Přivolaná drožka odvezla letce do hotelu Hermes. Během cesty se letec probral se slovy „mohlo to být horší, tomu se dá v budoucnu zabránit. Trochu se proberu a půjdeme létat dále.“. Po vyšetření v hotelu vyšlo najevo, že má ochrnutou celou dolní část těla. Lilienthala převezli na Bergmannovu kliniku v Berlíně, kde lékaři nález potvrdili. Více však udělat nemohli a 10. srpna 1896 v půl šesté večer Otto Lilienthal skonal. Poslední slova bratru Gustavovi zněla „Něco se musí obětovat“.

## Dílo
- Otto Lilienthal: Der Vogelflug als Grundlage der Fliegekunst; Berlín 1889; reprint originálního vydání: Friedland 2003; ISBN 3-9809023-8-2
- Otto Lilienthal (také pod pseudonymmem Carl Pohle: Moderne Raubritter. Bilder aus dem Leben. Nach wahren Begebenheiten bearbeitet für die Bühne von Otto Lilienthal, Berlín 1896